# کریستیانو نوامبر
کریستیانو نوامبر (انگلیسی: Cristiano Novembre؛ زادهٔ ۱۵ ژوئن ۱۹۸۷) بازیکن فوتبال اهل ایتالیا است.
از باشگاه‌هایی که در آن بازی کرده‌است می‌توان به باشگاه فوتبال یوونتوس و باشگاه فوتبال لچه اشاره کرد.